# Brazilská ženská volejbalová reprezentace
Brazilská volejbalová reprezentace žen reprezentuje Brazílii na mezinárodních volejbalových akcích, jako je mistrovství světa.

## Mistrovství světa
| Rok/pořádající země        | Účast                            |
| -------------------------- | -------------------------------- |
| MS 1952 Sovětský svaz      | Bez účasti                       |
| MS 1956 Francie            | 11. místo                        |
| MS 1960 Brazílie           | 5. místo                         |
| MS 1962 Sovětský svaz      | 8. místo                         |
| MS 1967 Japonsko           | Bez účasti                       |
| MS 1970 Bulharsko          | 13. místo                        |
| MS 1974 Mexiko             | 15. místo                        |
| MS 1978 Sovětský svaz      | 7. místo                         |
| MS 1982 Peru               | 8. místo                         |
| MS 1986 ČSSR               | 5. místo                         |
| MS 1990 Čína               | 7. místo                         |
| MS 1994 Brazílie           | Stříbrná medaile                 |
| MS 1998 Japonsko           | 4. místo                         |
| MS 2002 Německo            | 7. místo                         |
| MS 2006 Japonsko           | Stříbrná medaile                 |
| MS 2010 Japonsko           | Stříbrná medaile                 |
| MS 2014 Itálie             | Bronzová medaile                 |
| MS 2018 Japonsko           | 7. místo                         |
| MS 2022 Nizozemsko, Polsko | Stříbrná medaile                 |
| Celkem                     | Účast – 16× · – 0× · – 4× · – 1× |

## Olympijské hry
| Rok/pořádající země     | Účast                            |
| ----------------------- | -------------------------------- |
| LOH 1964 Tokio          | Bez účasti                       |
| LOH 1968 Mexico City    | Bez účasti                       |
| LOH 1972 Mnichov        | Bez účasti                       |
| LOH 1976 Montreal       | Bez účasti                       |
| LOH 1980 Moskva         | 7. místo                         |
| LOH 1984 Los Angeles    | 7. místo                         |
| LOH 1988 Soul           | 6. místo                         |
| LOH 1992 Barcelona      | 4. místo                         |
| LOH 1996 Atlanta        | Bronzová medaile                 |
| LOH 2000 Sydney         | Bronzová medaile                 |
| LOH 2004 Athény         | 4. místo                         |
| LOH 2008 Peking         | Zlatá medaile                    |
| LOH 2012 Londýn         | Zlatá medaile                    |
| LOH 2016 Rio de Janeiro | 5. místo                         |
| LOH 2020 Tokio          | Stříbrná medaile                 |
| Celkem                  | Účast – 11× · – 2× · – 1× · – 2× |